# Smaragdskink
Smaragdskink (Lamprolepis smaragdina) är en trädlevande ödla från östra Sydostasiens övärld som tillhör familjen skinkar. Det finns åtminstone tre underarter, L. s. philippinica, L. s. smaragdina och L. s. viridipuncta.

## Beskrivning
Smaragdskinken blir upp till 25 centimeter lång och är oftast klart grön i färgen (individer med mer brunaktig färg eller mörkare svart färg kan förekomma). Fjällen är släta och glänsande, nosen är spetsig och svansen lång och avsmalnande. Benen är välutvecklade.

## Utbredning
Smaragdskinken förekommer i östra Indonesien (från Sulawesi och på mindre öar söder och öster om denna) och på Nya Guinea, Filippinerna och, ifrågasatt, på Taiwan samt på några andra öar i västra Stilla havet, däribland Amiralitetsöarna, Marshallöarna och Salomonöarna.
Underarten L. s. philippinica är endemisk för Filippinerna.

## Ekologi
Smaragdskinken lever i låglandsregnskog, sumpskog, delvis avverkad skog, plantager och trädgårdar, där den hittas på träd och trädgrenar, sällan på marken. Den är dagaktiv och brukar värma sig i solen på grenar mellan 1 och 5 m över marken. På natten sover den på omkring 10 meters höjd i träden. Arten är mycket territoriell.
Födan består av insekter, spindlar, maskar, mindre fågelägg, mindre ryggradsdjur, frukt samt nektar och kronblad från blommor. Fjärilar och steklar svarar för nästan 50 % av födan.
Honorna lägger 2 till 11 ägg (vanligen 6 ägg) vilka kläcks efter 54 till 58 dagar.

## Hot
Några exemplar fångas och säljs som terrariedjur. Hela populationen anses vara stor. IUCN listar arten som livskraftig (LC).